# Eugène François Germain Vuillemot
Pour les articles homonymes, voir Vuillemot.
Eugène François Germain Vuillemot (1864-1928) est un général de division français dont le nom est associé à la Première Guerre mondiale.

## Biographie

### Grades
- 23/12/1911: lieutenant-colonel
- 03/12/1914: colonel
- 11/04/1916: général de brigade à titre temporaire
- 22/06/1916: général de brigade
- 26/06/1918: général de division

### Décorations
- Grand officier de la Légion d'honneur (28/12/1924) ; commandeur (21/10/1918) ; officier (01/03/1916) ; chevalier (11/07/1908)
- Croix de guerre 1914–1918

- Commandeur de l'ordre de Léopold ( Belgique)
- Croix de guerre avec 1 palme ( Belgique)
- Ordre du Bain : compagnon ( Royaume-Uni)

### Postes
- 28/03/1913: chef d'état-major du  18e Corps d'Armée
- 15/05/1915: commandant de la 15e Brigade d'Infanterie
- 11/04/1916: commandant de la  11e Division d'Infanterie
- 21/03/1919-24/10/1925 commandant du  4e Corps d'Armée
- 10/05/1919-24/10/1925 commandant de la  4e Région (Le Mans).
- 24/10/1925: en disponibilité.
- 13/02/1926 placé dans la section de réserve